# John Panamthottathil
John Panamthottathil CMI (Hindi जॉन पानामथोट्टाथिल; * 31. Mai 1966 in Peravoor, Kerala) ist ein indischer syro-malabarischer Ordensgeistlicher und Bischof der Eparchie Sankt Thomas in Melbourne.

## Leben
John Panamthottathil trat in Kozhikode in die Ordensgemeinschaft der Carmelites of Mary Immaculate ein, legte 1994 die Ordensgelübde ab und studierte Philosophie und Theologie am Dharamaram College. Am 26. Dezember 1997 empfing er das Sakrament der Priesterweihe.
Nach weiteren Studien erwarb er am Devagiri College in Kozhikode einen Mastergrad in englischer Literatur und am St. Joseph’s College in Mannanam einen Master of Education. Er war in der Eparchie Thamarasserry in der Pfarrseelsorge und als Lehrer tätig. Anschließend war er für zwei Wahlperioden Provinzial seiner Gemeinschaft. Nach kurzer Tätigkeit im Bistum Nashville war er von 2015 bis 2020 in Australien tätig. Hier war er zunächst Kaplan an der Kathedrale des Erzbistums Brisbane und zuletzt Pfarrer in Aspley, wo er Seelsorger der lateinischen wie der syro-malabarischen Gemeinde war. Nach der Heimkehr nach Indien war er Prior und Pfarrer in Niravilpuzha in der Eparchie Mananthavady.
Papst Franziskus ernannte ihn am 14. Januar 2023 zum Bischof der Eparchie Sankt Thomas in Melbourne. Der Großerzbischof von Ernakulam-Angamaly, George Kardinal Alencherry, spendete ihm am 31. Mai desselben Jahres in der Kirche Our Lady Guardian of Plants in Campbellfield bei Melbourne die Bischofsweihe.